# Nina Haver-Løseth
Nina Haver-Løseth (Ålesund, 27 februari 1989) is een Noorse alpineskiester. Ze vertegenwoordigde haar vaderland op de Olympische Winterspelen 2014 in Sotsji en op de Olympische Winterspelen 2018 in Pyeongchang. Ze is de oudere zus van voormalig alpineskiester Mona Løseth.

## Carrière
Løseth maakte haar wereldbekerdebuut in februari 2006 in Ofterschwang. Een maand later scoorde ze in Levi haar eerste wereldbekerpunten. In december 2006 behaalde de Noorse in Semmering haar eerste toptienklassering in een wereldbekerwedstrijd. Tijdens de wereldkampioenschappen alpineskiën 2007 in Åre eindigde Løseth als tiende op de slalom en als dertigste op de reuzenslalom. Op de wereldkampioenschappen alpineskiën 2009 in Val-d'Isère startte ze alleen op de slalom, de finish wist ze echter niet te bereiken.
In Schladming nam de Noorse deel aan de wereldkampioenschappen alpineskiën 2013. Op dit toernooi eindigde ze als 35e op de reuzenslalom, op de slalom wist ze niet te finishen. In de landenwedstrijd eindigde ze samen met haar zus Mona, Leif Kristian Haugen en Henrik Kristoffersen op de negende plaats. Tijdens de Olympische Winterspelen 2014 in Sotsji eindigde Løseth als zeventiende op de reuzenslalom, op de slalom wist ze niet te finishen.
In januari 2015 stond ze in Zagreb voor de eerste maal in haar carrière op het podium van een wereldbekerwedstrijd. Op de wereldkampioenschappen alpineskiën 2015 in Beaver Creek eindigde de Noorse als elfde op zowel de slalom als de reuzenslalom. In de landenwedstrijd eindigde ze samen met Ragnhild Mowinckel, Sebastian Foss-Solevåg en Leif Kristian Haugen op de vijfde plaats. Op 6 januari 2016 boekte Løseth in Santa Caterina di Valfurva haar eerste wereldbekerzege. In Sankt Moritz nam ze deel aan de wereldkampioenschappen alpineskiën 2017. Op dit toernooi eindigde ze als tiende op de reuzenslalom en als 26e op de slalom. Tijdens de Olympische Winterspelen van 2018 in Pyeongchang eindigde de Noorse als zesde op de slalom en als vijftiende op de reuzenslalom, samen met Kristin Lysdahl, Maren Skjøld, Sebastian Foss-Solevåg, Leif Kristian Nestvold-Haugen en Jonathan Nordbotten veroverde ze de bronzen medaille in de landenwedstrijd.

## Resultaten

### Olympische Spelen
| Jaar | Plaats      | Resultaten                                     |
| ---- | ----------- | ---------------------------------------------- |
| 2014 | Sotsji      | 17e Reuzenslalom DNF Slalom                    |
| 2018 | Pyeongchang | 6e Slalom · 15e Reuzenslalom · Landenwedstrijd |

### Wereldkampioenschappen
| Jaar | Plaats       | Resultaten                                     |
| ---- | ------------ | ---------------------------------------------- |
| 2007 | Åre          | 30e Reuzenslalom 10e Slalom                    |
| 2009 | Val-d'Isère  | DNF Slalom                                     |
| 2013 | Schladming   | 35e Reuzenslalom DNF Slalom 9e Landenwedstrijd |
| 2015 | Beaver Creek | 11e Reuzenslalom 11e Slalom 5e Landenwedstrijd |
| 2017 | Sankt Moritz | 10e Reuzenslalom 26e Slalom                    |

### Wereldbeker
Eindklasseringen
| Seizoen   | Algm | SL  | RS  | PAR |
| --------- | ---- | --- | --- | --- |
| 2005/2006 | 116e | 52e | –   |     |
| 2006/2007 | 59e  | 20e | 44e |     |
| 2007/2008 | 37e  | 10e | 41e |     |
| 2008/2009 | 85e  | 30e | –   |     |
| 2009/2010 | 101e | 41e | –   |     |
| 2012/2013 | 58e  | 24e | 47e |     |
| 2013/2014 | 22e  | 12e | 17e |     |
| 2014/2015 | 23e  | 10e | 21e |     |
| 2015/2016 | 9e   | 8e  | 6e  |     |
| 2016/2017 | 12e  | 7e  | 14e |     |
| 2017/2018 | 16e  | 6e  | 20e |     |
| 2018/2019 | 44e  | 18e | 29e |     |
| 2019/2020 | 23e  | 6e  | 32e | 14e |

Wereldbekerzeges
| Datum           | Plaats                     | Onderdeel  |
| --------------- | -------------------------- | ---------- |
| 5 januari 2016  | Santa Caterina di Valfurva | Slalom     |
| 30 januari 2018 | Stockholm                  | City Event |